# Česká západní dráha
Česká západní dráha (německý oficiální název k.k. privilegierte Böhmische Westbahn, zkratka BWB) byla privátní železniční společnost v Rakousku-Uhersku, která vlastnila trať z Prahy přes Plzeň do Furth im Wald na německých hranicích.

## Historie

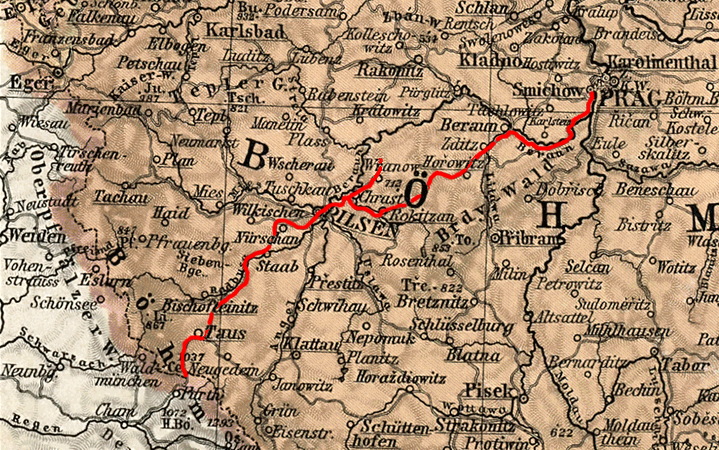
Tratě železniční společnosti Česká západní dráha; mapa neobsahuje touto společností po několik let provozovanou trať z Berouna do Rakovníka, kterou vybudoval a vlastnil stát

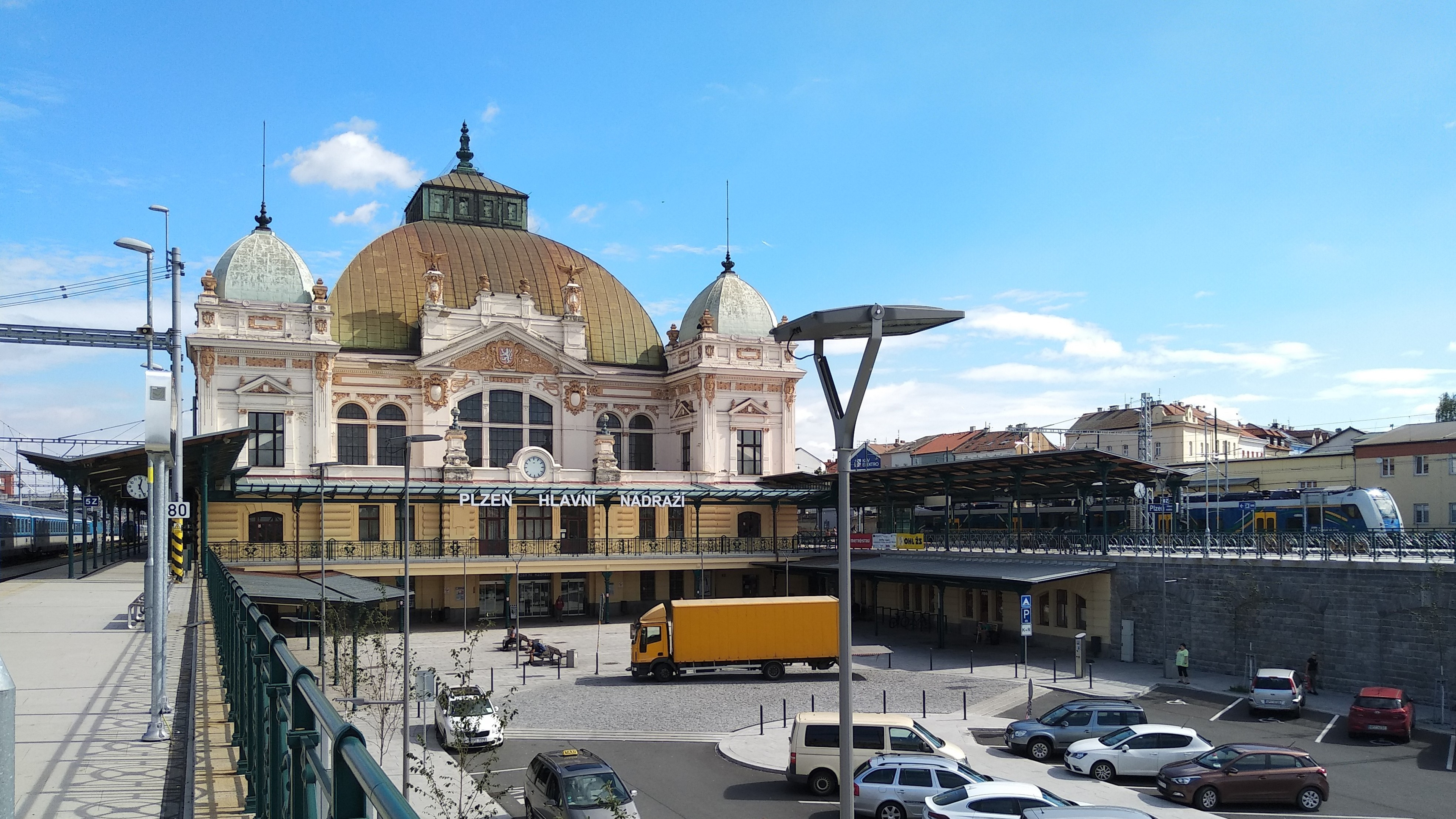
Ve stanici s dnešním názvem Plzeň hlavní nádraží se stýkala Česká západní dráha s Dráhou císaře Františka Josefa; třetí železniční společnost v Plzni – Plzeňsko-březenská dráha – si vybudovala své vlastní menší nádraží

O vybudování tratě z Prahy do Plzně se pokoušela už v roce 1828 Pražská železniční společnost jako pokračování koněspřežné dráhy z Prahy do Lán, k dokončení však nikdy nedošlo. 
Plzeňská průmyslová komora o dráhu velmi stála, a proto v roce 1851 žádala vídeňskou vládu o vybudování trati z Prahy přes Plzeň do Bavorska, ale odpověď dávala jen neurčitou naději, že k výstavbě někdy v budoucnosti dojde. Rakousko-Bavorská smlouva z roku 1852 obsahovala pouze mlhavě definované požadavky na nová železniční spojení mezi oběma zeměmi. Až v roce 1856 nová mezistátní smlouva již přesně definovala tuto trať jako součást spojení z Rakouska do Bavorska.
Několik koncesionářů zvučných jmen zažádalo o koncesi nejen pro trať z Prahy k bavorským hranicím, ale též pro tratě do Chebu a Českých Budějovic. Koncese byla udělena v roce 1857 spolu s příslibem garantovaného zúročení kapitálu částkou 30 milionů zlatých. Tato investiční pobídka však byla později zredukována o třetinu a koncesionáři od svého záměru odstoupili. Nakonec byla koncese udělena Lannovu podnikatelství a podnikatelství bratří Kleinů. Nová koncese byla udělena roku 1859. Během stavby někteří akcionáři přestali věřit v životaschopnost podniku a z jeho realizace odstoupili, a tak nakonec dráha zůstala prakticky ve vlastnictví bratří Kleinů.
Jako první byl zprovozněn úsek z bavorských hranic do Plzně na provizorní nádraží ve Skvrňanech. To bylo v roce 1861. Následující rok bylo uvedeno do provozu nové nádraží s dnešním názvem Plzeň hlavní nádraží. V tomto roce byla též dokončena trať až na Smíchov, kde byla pražská koncová stanice (dnešní nádraží Praha-Smíchov). Až do roku 1872 nebyla přímo propojena s ostatními pražskými stanicemi a cestující museli být k nádraží Společnosti státní dráhy (dnešní Praha Masarykovo nádraží) přepravováni omnibusy a náklady pak koňmi taženými povozy, které pak přejížděly Vltavu po Karlově mostě.
Zmíněného roku 1872 byla vybudována pražská spojovací dráha, která spojovala nádraží na Smíchově s Nádražím císaře Františka Josefa a odtud dále do výhybny Hrabovka, kde se trať připojovala ke kolejím Společnosti státní dráhy. V roce 1872 též do smíchovského nádraží zaústila Buštěhradská dráha, která zde měla své vlastní kolejiště, a o rok později Pražsko-duchcovská dráha, která zde ale vlastní kolejiště neměla.
V roce 1868 do nádraží Západní dráhy v Plzni dorazila též další společnost – Dráha císaře Františka Josefa, se kterou měla od té doby Západní dráha toto nádraží společné. Západní dráha též v letech 1877–1884 provozovala dopravu na státem vlastněné dráze z Berouna do Rakovníka. V roce 1893 ještě otevřela lokálku z Chrástu u Plzně do Radnic.
V jízdním řádu z roku 1869 najdeme kromě několika nákladních vlaků též tři páry osobních vlaků ze Smíchova do Furth im Wald, které vzdálenost ze Smíchova do Plzně překonaly za 3 a půl hodiny a celkem dvanáctkrát zastavovaly. V té době měla společnost téměř 30 lokomotiv a 800 vagonů.
Firma sice nikdy nedosahovala závratných zisků, přesto se ji velmi dařilo a dokonce patřila k největším daňovým poplatníkům na Smíchově. Zestátněna byla v roce 1894.